# برایان فارلی
برایان فارلی (انگلیسی: Brian Farley; ۱ ژانویهٔ ۱۹۲۷ – ۴ دسامبر ۱۹۶۲) بازیکن فوتبال اهل بریتانیا بود.
از باشگاه‌هایی که در آن بازی کرده‌است می‌توان به باشگاه فوتبال چلمزفورد سیتی و باشگاه فوتبال تاتنهام هاتسپر اشاره کرد.